# 조성현 (수화 통역사)
조성현(趙聖鉉, 1966년 ~ )은 대한민국의 KBS의 뉴스 수화 통역사이며, 1994년에 KBS 뉴스 수화 통역사로 데뷔했다. TV에서는 주로 뉴스 및 중계 방송을 수화 통역한다.

## 학력
- 동국대학교 화학공학과 (1991년 졸업)

## 수화 방송 경력

### TV

#### 뉴스
- KBS 1TV - KBS 뉴스 5 수화 통역 (월요일 ~ 금요일)
- KBS 2TV - KBS 일요 뉴스타임 수화 통역 (2009년 ~ 2015년)
- KBS 2TV - KBS 6시 뉴스타임 수화 통역
- KBS 2TV - KBS 8시 뉴스타임 권역별 수화 통역
- KBS 2TV - KBS 글로벌 24 수화 통역 (2015년 ~ 2020년) (월요일 ~ 목요일)
- KBS 2TV - KBS 2시 뉴스타임 수화 통역 (2015년 ~ 2019년) (월요일 ~ 목요일)
- KBS 2TV - 지구촌 뉴스 수화 통역 (2016년 ~ 2020년) (월요일 ~ 목요일)
- KBS 1TV - KBS 뉴스 2 수화 통역 (2019년 ~ 현재) (월요일 ~ 금요일)
- KBS 2TV - KBS 3시 뉴스타임 수화 통역 (2019년 ~ 현재) (월요일 ~ 금요일)
- KBS 1TV - KBS 주말뉴스 수화 통역 (토요일)

#### 중계 방송
- KBS 1TV - 중계방송 기념식 수화 통역
- KBS 1TV - 국회 인사청문회 수화 통역
- KBS 1TV - 스포츠 경기대회 수화 통역
- KBS 1TV - 대통령 후보 연설 수화 통역
- KBS 1TV - 2018년 4월 남북정상회담 수화통역